# Иосе бен-Халафта
Иосе бен-Халафта (Jose ben Halafta или Chalafta), или просто рабби Иосе без обозначения отчества, — один из палестинских таннаев 4-го поколения (II век) и крупный авторитет своего времени; учитель редактора Мишны. Имел славу святого; легенда приписывает ему встречу с пророком Илией. Предполагаемый автор древней хроники «Седер Олам Рабба».

## Биография
Родился в Сепфорисе, его семья была вавилонского происхождения. Согласно генеалогической таблице, найденной в Иерусалиме, он был потомком ветхозаветного персонажа, кенита и предполагаемого основателя движения рехабитов, соратника царя Иегу во время уничтожения культа Баала и истребления его жрецов, Ионадаба бен-Рехаб. Был учеником рабби Акивы. Кроме того изучал Тору у рабби Иоханана бен-Нури, возможно, что и у своего отца, о котором он порой вспоминает.
Ему пришлось бежать в Малую Азию из-за нарушения римского эдикта, затем, по возвращении, он поселился в Уше, где тогда находился Синедрион. Впоследствии вынужден был покинуть этот город и поселиться в Сепфорисе, где основал школу. Возможно, что там он и умер.
Сын — рабби Исмаил бен-Иосе, таннай конца II века и римский чиновник (совместно с рабби Элиезером бен-Симон); выслеживал гнёзда еврейских разбойников во время войны между Северием и Песценнием Нигером (193 год).

## Труды и высказывания
Учёность Иосе привлекла толпы учеников, слава его была чрезвычайно велика; одним из его учеников был редактор Мишны рабби Иегуда. Галахи Иосе бен-Халафта встречаются по всей Мишне, в Барайте и Сифре. Его отрицательное отношение к спорам выразилось в его недовольстве разногласиями между школами Гиллеля и Шаммая; он говорит с видимым огорчением, что Тора как будто разделилась на две (Санг., 88б). Его галахи отличаются большей частью либеральным духом, особенно в толкованиях законов о постах и обетах. В случаях разногласия между Иосе и современниками, мнение Иосе приобретало силу закона.
Иосе был выдающийся агадист. Ему приписывают книгу «Седер Олам Рабба» — хронологию от сотворения мира до римского императора Адриана, её называли также «Барайтой Иосе бен-Халафта».
Известны также многие его исторические изречения. Целый ряд этических изречений Иосе приводятся в Шаб., 118б. Одна из характерных для него сентенций: «Кто нетерпеливо ждёт появления Мессии (נותן את הצץ), тот не имеет доли в будущем мире».